# Теректи (Теректинський район)
Теректи́ (каз. Теректі) — село, центр Теректинського району Західноказахстанської області Казахстану. Адміністративний центр Теректинського сільського округу.
Населення — 5143 особи (2021; 4597 у 2009, 4956 у 1999, 5303 у 1989).
До 2022 року село називалось Федоровка.